# Kozjak, Resen
Kozjak (makedonska: Козјак) är en ort i Nordmakedonien. Den ligger i kommunen Resen, i den sydvästra delen av landet, 110 kilometer söder om huvudstaden Skopje. Kozjak ligger 870 meter över havet och antalet invånare är 396.